# Pfarrkirche Gainfarn

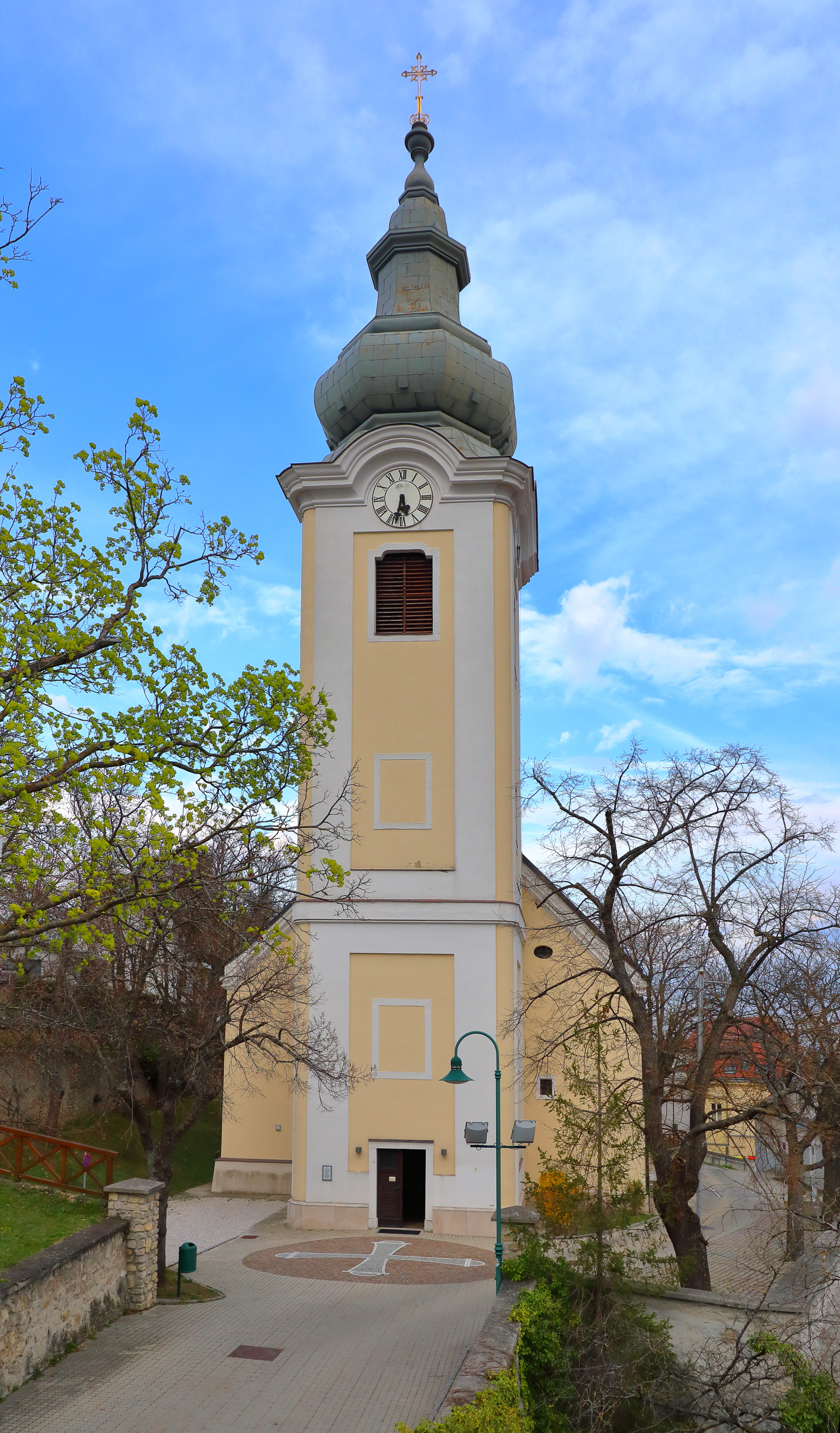
Katholische Pfarrkirche hl. Johannes der Täufer in Gainfarn

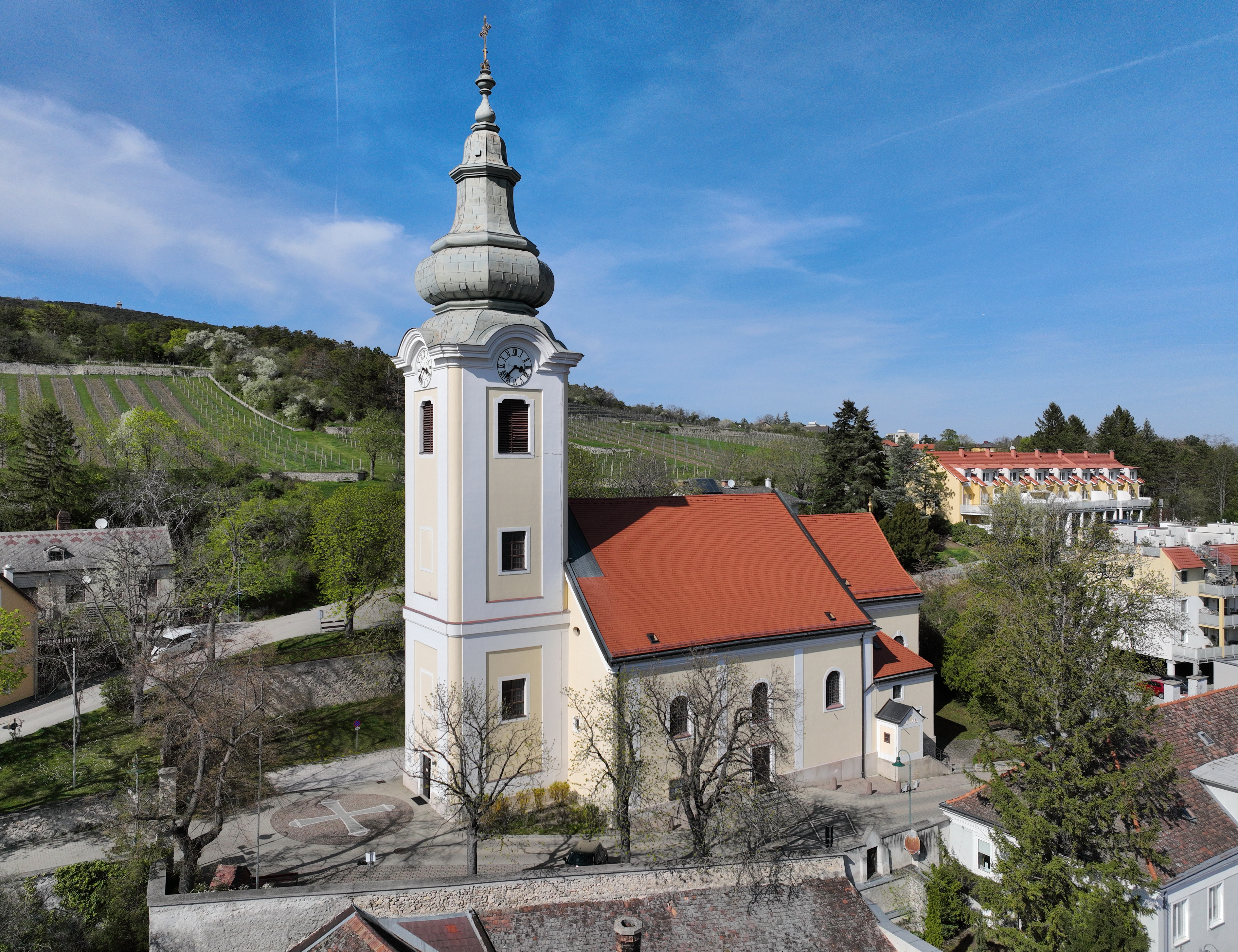
Südansicht der Pfarrkirche

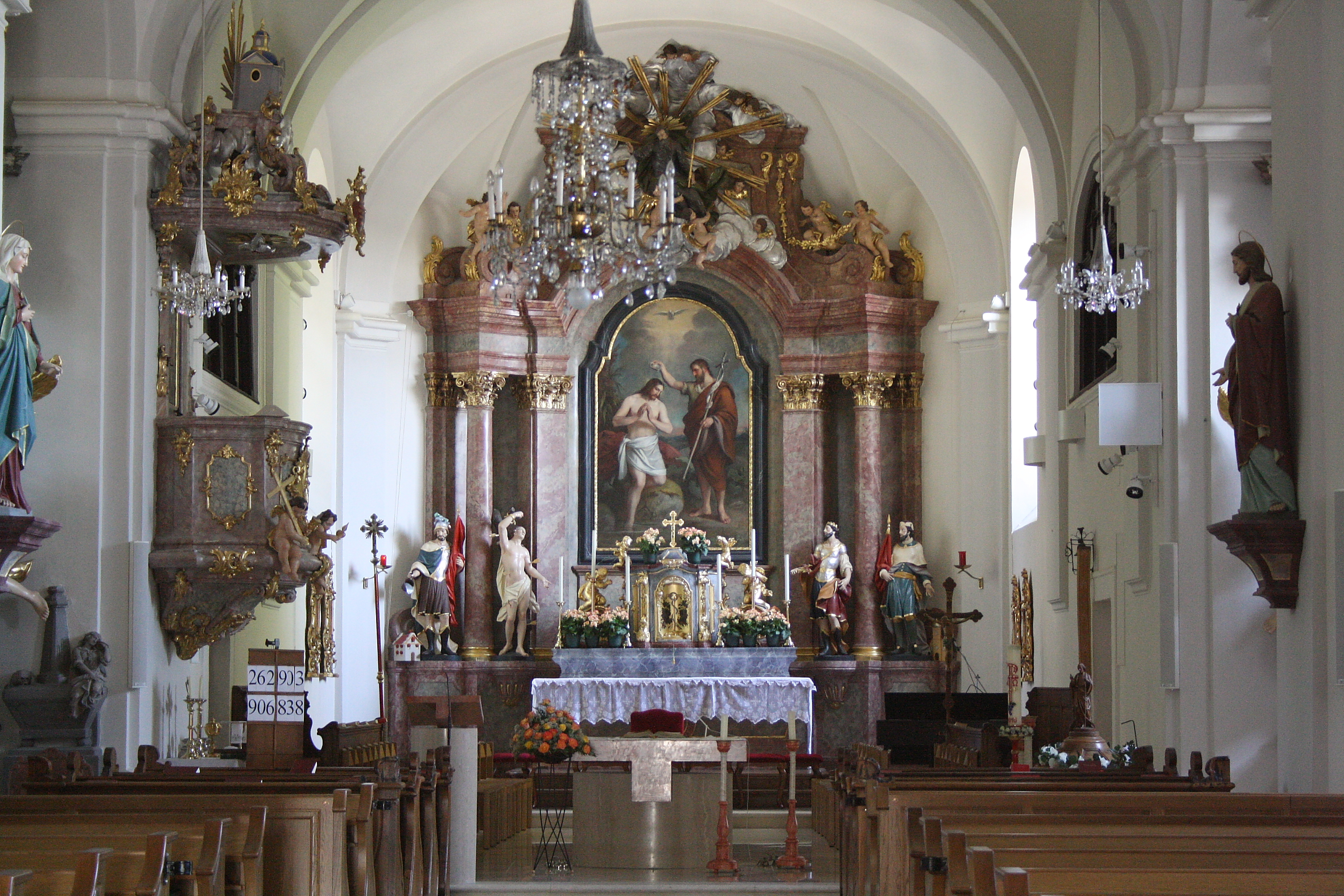
Mittelschiff, Blick zum Chor

Die Pfarrkirche Gainfarn steht dominant im Stadtteil Gainfarn in der Stadtgemeinde Bad Vöslau im Bezirk Baden in Niederösterreich. Die dem Patrozinium hl. Johannes der Täufer unterstellte römisch-katholische Pfarrkirche – dem Stift Melk inkorporiert – gehört zum Dekanat Baden in der Erzdiözese Wien. Die Kirche und der ehemalige Friedhof stehen unter Denkmalschutz (Listeneintrag).

## Geschichte
Anfänglich war Gainfarn eine Filiale der Pfarre Traiskirchen. Ab 1312 war es dem Stift Melk inkorporierte Pfarre. 1870 wurde die Pfarre Bad Vöslau abgetrennt.
Die Neubau der Kirche wurde 1721 begonnen, 1740 folgte der Turm, und 1744 die Fertigstellung. 1815 wurde das Oratorium der Vöslauer Gutsherrschaft angebaut. 1893 brannte der Turm und das Zwiebeldach wurde wiederhergestellt.

## Architektur
Die barocke dreischiffige Hallenkirche mit einem zweijochigen Chor hat einen Westturm. Sie ist teils von der Bruchsteinmauer bzw. Stützmauer des ehemaligen Friedhofs umgeben.
Das Kirchenäußere zeigt ein schlichtes lisenengegliedertes Langhaus mit Rundbogenfenstern. Der stattliche dreigeschoßige Turm mit rechteckigen Schallfenstern ist durch Putzfaschen gegliedert und trägt einen hohen Zwiebelhelm.

## Ausstattung
Der Hochaltar aus den Jahren 1765/1767 entstand nach Entwürfen des Architekten Josef Gerl. Auch der Kreuzaltar im nördlichen Seitenschiff, die Seitenaltäre und die Kanzel entstanden im 18. Jahrhundert. Die Kreuzwegbilder in der Art von Josef Führich wurden 1888 geweiht.
Die Orgel aus 1972 mit 10 Registern wurde von Gregor Hradetzky gebaut.

## Grabdenkmäler
An der Außenwand des südlichen Oratoriums
- Schmiedeeisenkreuz Francisca Nachtnablin 1778.

Im nördlichen Seitenschiff
- Grabstein Helene von Ficin, gestorben 1548, darunter Doppelwappen mit Helmzier
- Grabplatte Johann Jakob Pfeiffer, gestorben 1761
- im Boden vor dem Kreuzaltar: Grabstein P. Ildefons Hölzel, gestorben 1771, mit geschweifter Rahmung
- Grabmal Maria Magdalena Schenauerin verwitwete Pfeiffer, gestorben 1776, als kleiner Sarkophag, an den sich eine Trauernde lehnt
- am nordöstlichen Langhauspfeiler: Epitaph Johann Baptist Edler von Mayer, gestorben 1773, Kelheimer Platte, mit Rokoko-Bronzeklammer befestigt.